# Salpinati
I Salpinati, cioè gli abitanti di Salpinum (forse Salpis o Salapia), sono un antico popolo dell'Etruria situato poco a nord-ovest del lago Volsinio e strettamente legato al vicino popolo dei Volsiniesi.

## Storia
I Salpinati, alleati dei Volsiniesi, approfittarono degli impegni militari di Roma, negli anni successivi alla caduta di Veio, per razziarne le campagne e in virtù di ciò i Romani gli dichiararono guerra nel 392 a.C. La guerra si dovette combattere però l'anno successivo a causa dello scoppio di un'epidemia a Roma che colpì entrambi i consoli di quell'anno, Lucio Valerio Potito e Marco Manlio Capitolino, e li costrinse alle dimissioni.
L'anno successivo, nel 391 a.C., Lucio Lucrezio Tricipitino Flavo e Gaio Emilio Mamercino sconfissero duramente i Volsiniesi in una battaglia campale, a seguito della quale i Salpinati decisero di rinchiudersi nelle mura della loro citta e lasciare che i Romani razziassero i loro territori. Le razzie terminarono poi lo stesso anno a seguito della tregua ventennale stabilita da Roma con Volsinii.